# Bulbophyllum intermedium
Bulbophyllum intermedium är en orkidéart som beskrevs av Frederick Manson Bailey. Bulbophyllum intermedium ingår i släktet Bulbophyllum och familjen orkidéer. Inga underarter finns listade i Catalogue of Life.